# Antoine Bourreau de Beauséjour
Antoine Bourreau de Beauséjour est un homme politique français né le 14 avril 1771 à Port-d'Envaux (Saintonge) et mort le 31 août 1855 à la Turpinerie à Geay (Charente-Inférieure).

## Biographie
Antoine Boureau de Beauséjour est le fils de Daniel Antoine Boureau de Beauséjour, avocat au parlement de Paris, et de Marianne de Latour. Il est élevé à Paris, y reste jusqu'en 1792, retourne alors dans son département de la Charente-Inférieure, sert quelque temps dans les armées républicaines de la Vendée, devient officier du génie militaire en 1794, continue ce service jusqu'en l'an IX, est chargé du cadastre de son département en l'an XI, et vécut dans la retraite de 1818 à 1819, ne s'occupant que d'agriculture, de plantations, de dessèchements, etc. 
Le 11 septembre 1819, il est élu député par le collège de département de la Charente-Inférieure ; d'opinions libérales, il siège dans l'opposition, vote avec la minorité contre les lois d'exception, contre le nouveau système électoral, et contre tous les projets ministériels que la gauche dénonçait comme autant de violations de la charte. Son action parlementaire, de 1819 à 1820, n'est pas sans importance ; il opine, le 24 décembre 1819, dans le débat sur les douzièmes provisoires, pour qu'il ne soit accordé que trois douzièmes ; le 29 mars 1820, il propose, à l'article 4 de la loi relative à la censure des journaux, un amendement additionnel portant : « Le censeur donnera reçu du dépôt, duquel il constatera la date. Il ne pourra conserver le manuscrit plus de vingt-quatre heures.» L'amendement est rejeté. 
Le 3 juillet, à propos du budget, Beauséjour fait entendre ces paroles, qui parurent alors très hardies. « Au degré de civilisation où est parvenue la société dans toute l'Europe, il n'existe plus aujourd'hui que deux classes d'hommes : ceux qui vivent de leur travail ou du produit de leurs capitaux, et ceux qui sont nourris sur les capitaux et l'industrie des autres. Plus il y a des premiers dans une nation, plus elle est riche; plus y a des derniers, plus elle est pauvre ... L'intérêt de chaque peuple est de se faire gouverner au meilleur marché possible... ; c'est de quoi l'on ne s'occupe guère chez nous. » L'orateur calcula avec effroi qu'en réunissant les budgets particuliers au budget de l'État, on levait en France au moins 1,500 millions d'impôts par année. « Il est vrai, observait-il, que nous avons 400 officiers généraux, de nombreux états-majors, une police inquisitoriale bien organisée, un clergé bien doté dans les grades supérieurs, des missionnaires bien fanatiques, parcourant le royaume pour y prêcher autre chose que l'évangile; une censure bien rigoureuse, des couvents, des jésuites, des trappistes, des lazaristes, des séminaires, des pénitents de toutes couleurs ; il faut bien que toutes ces nombreuses classes vivent aux dépens des producteurs et qu'elles absorbent la partie utile de la nation... » Beauséjour conclut en déclarant nettement que le gouvernement ne méritait pas que la France le paie, et qu'il refusait de prendre part au vote d'un budget destiné à couvrir beaucoup trop de dépenses abusives et inutiles. 
En septembre 1820, Beauséjour, s'étant rendu à Bordeaux pour affaire personnelle, son séjour dans cette ville est marqué par des désordres assez graves, pour qu'il se crût obligé d'écrire au maire de Bordeaux, à la date du 30 septembre : « J'ai été surpris d'apprendre que ma présence fût un sujet d'inquiétude pour les autorités administratives, qui suspectaient les motifs de mon arrivée. J'aurais cru que la qualité dont j'ai l'honneur d'être revêtu, mon caractère connu de modération et ma conduite passée, auraient pu leur offrir une garantie suffisante... Je ne croyais pas que les opinions émises à la tribune nationale, opinions qu'aucune autorité n'a le droit de rechercher légalement et dont l'indépendance absolue est garantie par la Charte, puissent être poursuivies par les séditieux. Si nous en étions arrivés à ce terme, il n'y aurait plus de liberté pour le Corps législatif; il n'y aurait plus de Constitution, plus de Charte, plus de roi; il y aurait alors le despotisme absolu des factions, l'anarchie populaire, enfin le régime de 1793, etc. »
Beauséjour salue avec joie la révolution de Juillet ; toutefois, le gouvernement de Louis-Philippe n'ayant pas donné pleine satisfaction à ses aspirations libérales, il se rejette dans l'opposition. Élu, le 5 juillet 1831, par le 3e collège de la Charente-Inférieure, il fait partie de la gauche dynastique, et vote : 22 octobre 1831, contre l'ordre du jour motivé d'Hippolyte Ganneron, déclarant que « la Chambre était satisfaite des explications données par les ministres sur la situation extérieure, et qu'elle se confiait à la sollicitude du ministère du soin de veiller à la dignité et aux intérêts de la France. » Il se prononce, le 31 novembre, contre les ordonnances relatives à la nomination de 36 pairs au moment où allait être discutée la loi sur l'hérédité de la pairie.
Il signe, le 28 mai 1832, le célèbre « compte-rendu des députés de l'opposition à leurs commettants ».
Toutefois, l'on ne trouve pas son nom parmi les députés qui, lors du procès (1833) intenté au journal La Tribune, déclarèrent s'abstenir pour ne pas cumuler les fonctions d'accusateur et de juge avec la qualité d'offensé.
Sollicité en mars 1833 de faire partie de la Société de statistique de Paris, il refuse et adresse, le 1er avril, au président de cette Société, M. Moreau, une lettre où il dit : « J'ai vu dans cette Société tant de sommités dynastiques, d'illustrations nobiliaires et même féodales, et, d'autre part, tant de notabilités scientifiques et sociales, que j'ai pensé que moi, chétif paysan obscur des bords de la Charente, étranger à toutes ces pompeuses prééminences et dénué des titres brillants qui les constituent, je ne pourrais qu'être fort déplacé au milieu d'une société semblable. »
Marié à Marie Élisabeth Mainguet, il est le beau-père de Paul Bethmont.

## Sources
- « Antoine Bourreau de Beauséjour », dans Adolphe Robert et Gaston Cougny, Dictionnaire des parlementaires français, Edgar Bourloton, 1889-1891 [détail de l’édition]